# 247365
247365 è il quarto album del duo finlandese JVG, pubblicato l'11 settembre 2015 attraverso la PME Records.

## Tracce
1. Mauton jasso – 3:19
2. Tarkenee – 3:43
3. Tuulisii (feat. Pete Parkkonen) – 3:48
4. 247 365 – 2:46
5. Takajeejee (feat. Eveliina) – 3:34
6. Perästä kuuluu (feat. Reino Nordin) – 3:14
7. 3raitaa – 3:18
8. Silmät kii (feat. Robin) – 3:18
9. Ekal kerralla – 3:51
10. Shotgun (feat. Kasmir) – 3:23